# Albert Ghiorso

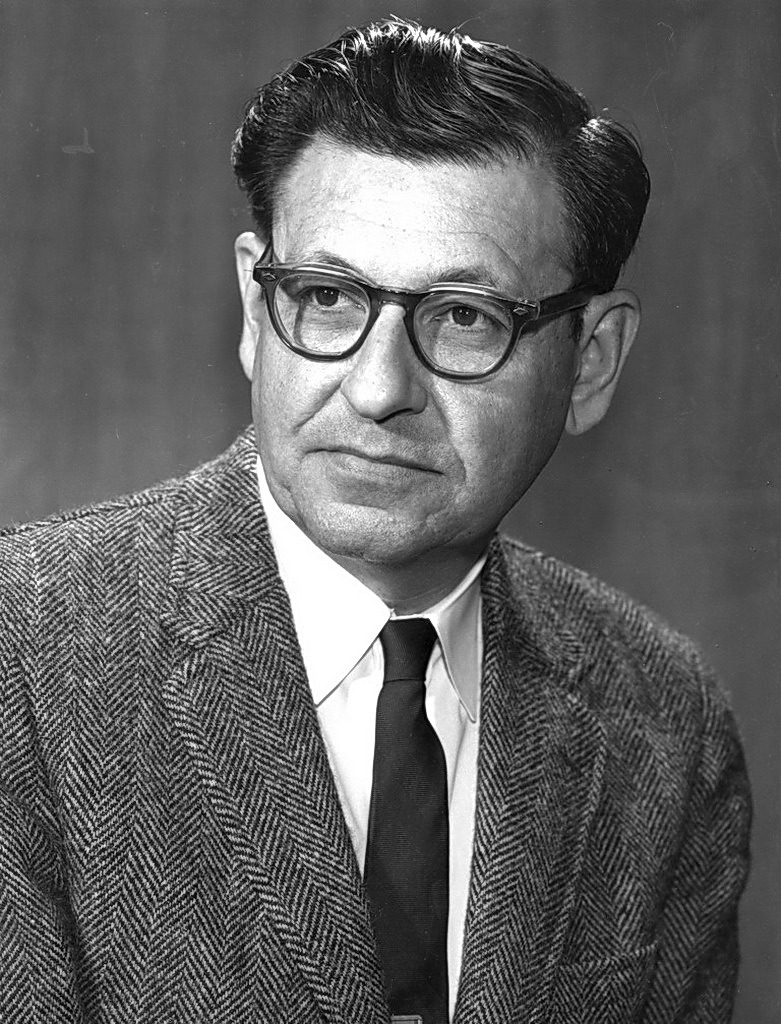
Albert Ghiorso (1970)

Albert Ghiorso (Vallejo (Californië), 15 juli 1915 – Berkeley, 26 december 2010) was een Amerikaanse elektrotechnicus van Spaans-Italiaanse komaf die veel onderzoek heeft verricht op het gebied van kernfysica en daarbij samen met andere wetenschappers meerdere chemische elementen heeft ontdekt.
Ghiorso vond talrijke technieken en machines uit waarmee zware metalen atoom voor atoom apart konden worden gezet en herkend.
Ghiorso behaalde zijn diploma aan de Universiteit van Californië - Berkeley als elektroingenieur en kwam in contact met de scheikundige Glenn Seaborg door een wederzijdse vriendschap tussen hun vrouwen, die als secretaresses bij het laboratorium werkten.
Eind 2010 overleed hij op 95-jarige leeftijd.